# 皇覚
皇覚（こうかく、生没年未詳）は、平安時代後期の天台宗の僧。歌人として著名な藤原基俊の子。法橋。

## 略歴
延暦寺に入り、大谷座主忠尋に師事。近江国東坂本椙生坊に住したことから、椙生坊法橋と号する。天台宗学、特に恵心流の探究に邁進し、後世において無動寺流、椙生流と称される一派の開祖となった。門下には範源（一説に皇覚の実子とも伝わる）、皇円らを育て、著書としては『一代心地抄』、『五時口決』、『三十四箇事書』、『三十条口伝抄』、『椙生枕双紙』、『本懐抄』などを遺している。
また藤原忠実に近侍し、その信仰上の顧問的立場にもあったと伝わる。忠実の厚い信任の下、宇治成楽院御堂供養や宇治平等院一切経会、あるいは忠実の息女である高陽院藤原泰子の葬儀において、中心的な役割を担ったことでも知られている。